# Теплов, Игорь Борисович
Игорь Борисович Теплов (31 мая 1928, Москва — 15 декабрь 1991, там же) — советский учёный в области физики высоких энергий.

## Биография
Сын известного психолога Б. Теплова.
Окончил физический факультет МГУ (1951) и аспирантуру там же. С 1955 года работал в МГУ.
Кандидат физико-математических наук (1955, тема диссертации «Исследование ядерных реакций типа (d, p) на калии, фосфоре и хлоре»).
В 1961—1969 — заместитель секретаря парткома МГУ.
Доктор физико-математических наук (1971, тема диссертации «Ядерные реакции с альфа-частицами на легких ядрах»). В 1972—1982 преподавал в Московском институте электронного машиностроения, профессор (1972).
Один из руководителей Научно-исследовательского института ядерной физики (с 1969 года — заместитель директора, директор 1982—1991).
Скоропостижно скончался от инфаркта. Похоронен на Новодевичьем кладбище вместе с отцом.

## Награды и звания
- Орден Трудового Красного Знамени (1983),
- Медаль «Ветеран труда» (1985).
- Лауреат Государственной премии СССР (1979) за работы в области космических исследований (совместно с Акишиным А. И.)

## Область научных интересов
Ядерные реакции сложных частиц.
Космические исследования.